# 瓦馬鄉 (薩圖馬雷縣)

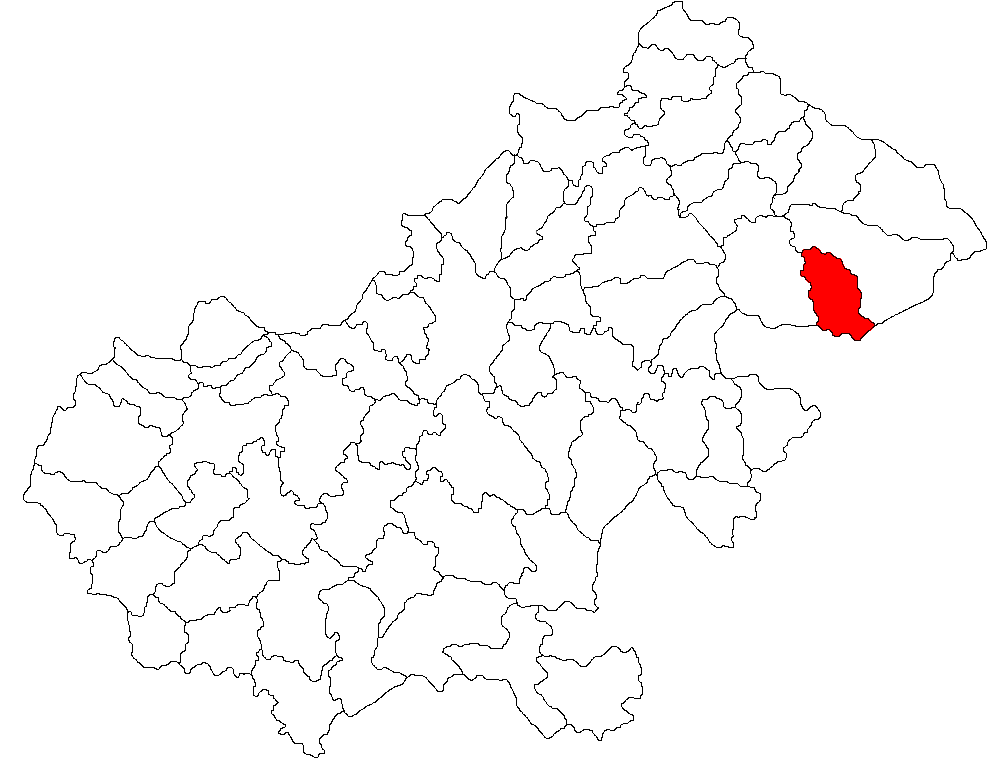

47°50′31″N 23°23′51″E / 47.8419°N 23.3975°E
瓦馬鄉（羅馬尼亞語：Comuna Vama, Satu Mare），是羅馬尼亞的鄉份，位於該國西北部，由薩圖馬雷縣負責管轄，面積51平方公里，海拔高度195米，2007年人口3,807，人口密度每平方公里75人。